# Grazia Volpi
Pour les articles homonymes, voir Volpi.
Rosanna Grazia Volpi, née à Pontedera le 29 mars 1941 et morte à Viareggio le 7 février 2020, est une productrice de films italienne. Elle est l'une des premières femmes en Italie à être productrice de films. 

## Biographie
Rosanna Grazia Volpi  commence à travailler à la fin des années 1960 en tant qu'organisatrice générale et directrice de production sur le tournage des films des frères Taviani. 
Elle devient  coordinatrice de Una Cooperativa Cinematografica, société de production créée par les frères Taviani en 1973. En 1975, elle fait ses débuts en tant que productrice de films pour la coopérative Aata avec les films Quanto è bello lu murire acciso d'Ennio Lorenzini et Le Suspect de Francesco Maselli. 
En 2012, elle remporte le Ruban d'argent et le David di Donatello du meilleur producteur pour le film César doit mourir, réalisé par Paolo et Vittorio Taviani. 
Mariée au monteur Roberto Perpignani (it), Rosanna Grazia Volpi est morte à Viareggio le 7 février 2020, à l'âge de 78 ans.

## Filmographie partielle

### Productrice
- 1969 : Sous le signe du scorpion (Sotto il segno dello scorpione)
- 1975 : Quanto è bello lu murire acciso
- 1975 : Le Suspect
- 1990 : The Sun Also Shines at Night
- 1993 : Fiorile
- 1997 : Les Affinités électives
- 1998 : Kaos II (Tu ridi)
- 2004 : La Sanfelice (téléfilm)
- 2010 : Il padre e lo straniero
- 2012 : Caesar Must Die